# Грантем (Нью-Гемпшир)
Грантем (англ. Grantham) — місто (англ. town) в США, в окрузі Салліван штату Нью-Гемпшир. Населення — 3404 особи (2020).

## Демографія
Згідно з переписом 2010 року, у місті мешкало 2985 осіб у 1249 домогосподарствах у складі 919 родин. Було 1773 помешкання
Расовий склад населення:
| - 97,1 % — білих - 1,0 % — азіатів - 0,4 % — чорних або афроамериканців |

До двох чи більше рас належало 0,9 %. Частка іспаномовних становила 1,8 % від усіх жителів.
За віковим діапазоном населення розподілялося таким чином: 21,4 % — особи молодші 18 років, 57,7 % — особи у віці 18—64 років, 20,9 % — особи у віці 65 років та старші. Медіана віку мешканця становила 47,3 року. На 100 осіб жіночої статі у місті припадало 94,6 чоловіків;  на 100 жінок у віці від 18 років та старших — 93,6 чоловіків також старших 18 років.
Середній дохід на одне домашнє господарство  становив 115 075 доларів США (медіана — 104 962), а середній дохід на одну сім'ю — 125 067 доларів (медіана — 113 400). Медіана доходів становила 72 083 долари для чоловіків та 60 948 доларів для жінок. За межею бідності перебувало 2,1 % осіб, у тому числі 1,6 % дітей у віці до 18 років та 0,0 % осіб у віці 65 років та старших.
Цивільне працевлаштоване населення становило 1522 особи. Основні галузі зайнятості: освіта, охорона здоров'я та соціальна допомога — 44,0 %, науковці, спеціалісти, менеджери — 15,8 %, виробництво — 9,6 %, мистецтво, розваги та відпочинок — 5,8 %.